# Francis Cosne
Francis Cosne (* 17. Mai 1916 in Lausanne, Schweiz; † 13. Dezember 1984 in Paris, Frankreich) war ein schweizerischstämmiger Filmproduzent und Filmfunktionär in Frankreich.

## Leben und Wirken
Cosne besuchte das Lycée Janson-de-Sailly und anschließend die juristische Fakultät in Paris. Bereits 1934 begann er seine cineastische Laufbahn beim hiesigen Film, anfänglich als Techniker. 1942 heiratete er Jacqueline Demongeot, mit der er vier Töchter bekam. Seit 1946 wirkte Cosne in der Kinoproduktion, zunächst als Produktionsleiter, bald darauf auch als Filmproduzent.
In dieser Funktion stellte Francis Cosne eine Fülle von künstlerisch nicht allzu ambitionierten Filmen her, die aber bisweilen große Erfolge (wie vor allem Fanfan, der Husar) wurden und mit damaligen Publikumslieblingen wie Brigitte Bardot, Gérard Philipe und Martine Carol besetzt waren. Seine Zusammenarbeit mit dem Regisseur Bernard Borderie sollte sich 1964 als Glücksgriff für beide Männer erweisen, als sie in den kommenden vier Jahren die extrem kassenträchtige Filmreihe um die französische Kurtisane Angélique auf die Beine stellten.
Cosne füllte mehrere Posten in der heimischen Filmwirtschaft aus: Ab 1958 diente er als Präsident und Generaldirektor der Francos-Films, von 1967 bis 1969 als Präsident der Uni-France-Films und von 1961 bis 1963 als Präsident des Verbandes von Frankreichs Filmproduzenten bzw. von 1977 bis 1978 der Föderation französischer Filmproduzenten. Außerdem war Cosne Mitglied in weiteren Beratergremien und Kommissionen der heimischen Filmwirtschaft uns wurde bei diversen Filmen als Mitautor von Drehbüchern gelistet. 1970 sah man ihn mit einer kleinen Rolle in dem Krimi Ein Bulle sieht rot.

## Filmografie
Als Produktionsleiter, (Co-)Produzent oder Herstellungsleiter:
- 1946: Solange ich lebe (Tant que je vivrai)
- 1947: Das Doppelleben eines Arztes (Non coupable)
- 1948: Das verlorene Glück (Les condamnés)
- 1948: Die schrecklichen Eltern (Les parents terribles)
- 1949: Bal cupidon
- 1951: Le cap de l’espérance
- 1952: Fanfan, der Husar (Fanfan, la tulipe)
- 1953: Lucrezia Borgia (Lucrèce Borgia)
- 1954: Madame Dubarry (Madame Du Barry)
- 1955: Le madelon
- 1955: TKX antwortet nicht (Si tous les gars du monde)
- 1956: Die Abenteuer des Till Ulenspiegel
- 1956: Für Männer verboten (Club de femmes)
- 1957: Die Pariserin (La parisienne)
- 1959: Wollen Sie mit mir tanzen? (Voulez-vous danser avec moi?)
- 1960: Die kleinen Sünderinnen (Les portes claquent)
- 1960: In Freiheit dressiert (La bride sur le cou)
- 1961: Pariserinnen (Les Parisiennes)
- 1962: Das Ruhekissen (Le repos de guerrier)
- 1964: Angélique (Angélique, marquise des anges) (auch Co-Drehbuch)
- 1965: Angélique, 2. Teil (Merveilleuse Angélique) (auch Co-Drehbuch)
- 1966: Angélique und der König (Angélique et le roy) (auch Co-Drehbuch)
- 1966: Sonderdezernat C III Montmartre (Brigade anti-gangs)
- 1966: Zwei Wochen im September (A cœur joie / Two Weeks in September)
- 1967: Unbezähmbare Angélique (Indomptable Angélique) (auch Co-Drehbuch)
- 1968: Angélique und der Sultan (Angélique et le sultan) (auch Co-Drehbuch)
- 1968: Nachhilfestunden (La leçon particulière)
- 1969: Cran d’arrêt (auch Drehbuch)
- 1970: Du soleil plein des yeux
- 1971: Petroleum-Miezen (Les Pétroleuses)
- 1971: Wie bitte werde ich ein Held? (À la guerre comme à la guerre) (auch Co-Drehbuch)
- 1974: Haben Sie Interesse an der Sache? (Vous intéressez-vous à la chose)
- 1974: Sag' mir, daß du mich liebst (Dis-moi que tu m’aimes)
- 1976: Die getreue Frau (Une femme fidèle)
- 1979: Die Sekte (Brigade mondaine)
- 1980: Die Superhexe der Liebesinsel (auch Co-Drehbuch)